# Adeimantos (Athener)
Adeimantos (altgriechisch Ἀδείμαντος Adeímantos), Sohn des Leukolophides, war ein attischer Feldherr, enger Freund des Alkibiades und Anhänger einer oligarchischen Ordnung.
Zusammen mit Alkibiades wurde Adeimantos 415/14 v. Chr. in den Mysterienprozess verwickelt und daraufhin verbannt; seine Güter wurden konfisziert. In den folgenden Jahren blieb er vermutlich bei Alkibiades, den er möglicherweise nach Sparta und Ionien begleitete. Belegt ist die enge Verbindung auch durch die Ernennung des Adeimantos zum Strategen, die Alkibiades gleich nach seiner Rehabilitation und Rückkehr nach Athen im Sommer 408 durchsetzte. Im Winter 408/407 erscheint Adeimantos daher neben Alkibiades und dem erfahrenen Aristokrates als Stratege einer Expedition gegen die abtrünnige Insel Andros. Bei der zweiten Flucht des Alkibiades im Frühjahr 407 folgte er seinem Gönner jedoch nicht. 
Nach der Schlacht bei den Arginusen wurde Adeimantos 406 v. Chr. erneut – zusammen mit Konon, Tydeus, Philokles und Menandros – zum Strategen gewählt. Da die Athener zuvor fast alle erfahrenen Feldherren hingerichtet oder ins Exil getrieben hatten, bildete das neue Strategenkollegium das letzte Aufgebot, in dem nur Konon über hinreichende Erfahrung im Seekrieg verfügte. Nach der athenischen Niederlage in der Seeschlacht bei Aigospotamoi im Jahr 405 v. Chr. kam Adeimantos in spartanische Gefangenschaft. Beim Strafgericht der Sieger wurde er von Lysandros als einziger Athener wieder freigelassen, weil er in der attischen Heeresversammlung als Einziger gegen einen Antrag des Philokles gestimmt hatte, nach dem spartanischen Gefangenen die rechte Hand (oder der rechte Daumen) abzuhacken war, damit sie nicht weiterkämpfen könnten. Philokles und die übrigen athenischen Gefangenen wurden hingerichtet. 
In Athen führten diese Vorgänge zu einer Anklage gegen Adeimantos, weil man ihn verleumdete und ihm vorwarf, die Flotte bei Aigospotamoi verraten zu haben. Eine Verurteilung ist jedoch nicht überliefert, so dass er sich vermutlich retten konnte.